# Hasseröder Brauerei
De Hasseröder Brauerei GmbH is een Duitse brouwerij in Wernigerode in Saksen-Anhalt. De brouwerij behoort sinds 2003 tot AB InBev Deutschland.

## Geschiedenis
In 1872 werd de brouwerij onder de naam Zum Auerhahn opgericht in het stadsdeel Hasserode in Wernigerode. Op 1 oktober 1882 werd de brouwerij overgenomen door Ernst Schreyer waarna de brouwerij in 1896 omgezet werd in een naamloze vennootschap (Aktiengesellschaft). In 1920 kreeg de brouwerij de naam Hasseröder Brauerei AG. In 1949 bij oprichting van de DDR bedroeg de jaarproductie 22.500 hectoliter.
Tijdens de DDR-tijd was het bier regionaal populair, vooral in het Bezirk Maagdenburg. Na die Wende werd de brouwerij overgenomen door de Gilde Brauerei uit Hannover en na de Duitse hereniging in 1990 groeide de brouwerij uit tot het best verkochte biermerk in Oost-Duitsland. In 1995 begon de bouw van een volledig nieuwe moderne brouwerij in het noordwesten van Wernigerode. In 1997 volgde de verhuis naar de nieuwe brouwerij en werd de oude brouwerij afgebroken. In 2002 kwam de Gilde Gruppe in handen van het Belgische Interbrew en behoort nu toe tot AB InBev Deutschland.

## Bieren
- Hasseröder

## Sponsoring
De brouwerij is sponsor van de voetbalclub Hannover 96 en de ijshockeyclub Eisbären Berlin. Hasseröder was ook shirtsponsor van het Duits voetbalelftal tijdens het Wereldkampioenschap voetbal 2014.